# Тур ATP 1999
Тур ATP 1999 — елітний світовий тур тенісистів професіоналів, що проводиться Асоціацією тенісистів професіоналів (ATP) з січня по листопад 1999 року. Тур включав чотири турніри Великого шлему (під егідою ITF), Фінал ATP, ATP Super 9, ATP International Series Gold, ATP International Series, ATP World Team Cup, Фінал ATP та Кубок Великого шлему (ITF). Також до календаря були включені Кубок Девіса і Кубок Гопмана, які організувала Міжнародна федерація тенісу (ITF), і за які не нараховувалися рейтингові пункти.

## Розклад турнірів
Легенда
| Турнір Великого Шолому        |
| Фінал Туру ATP                |
| ATP Masters Series            |
| ATP International Series Gold |
| ATP World Series              |
| Командні змагання             |

### Січень
| Тиждень           | Турнір | Чемпіони                                                    | Фіналісти                    | Півфіналісти                                                            | Чвертьфіналісти                                                   |
| ----------------- | --- | ----------------------------------------------------------- | ---------------------------- | ----------------------------------------------------------------------- | ----------------------------------------------------------------- |
| 4 січня           | Hopman Cup Перт, Австралія ITF Mixed Team Championships Тверде (i) – $900,000 – 8 teams (RR)                                                       | Австралія · 2–1                                             | Швеція                       | Вибули у груповому турнірі (Група A) ПАР · Франція · Іспанія / Зімбабве | Вибули у груповому турнірі (Група B) США · Швейцарія · Словаччина |
| 4 січня           | AAPT Championships Аделаїда, Австралія ATP World Series Тверде – $350,000 – 32S/16D Одиночний розряд – Парний розряд                               | Томас Енквіст 4–6, 6–1, 6–2                                 | Ллейтон Г'юїтт               | Джейсон Столтенберг Скотт Дрейпер                                       | Ктіслав Доседель Байрон Блек Майкл Теббутт Домінік Хрбати         |
| 4 січня           | AAPT Championships Аделаїда, Австралія ATP World Series Тверде – $350,000 – 32S/16D Одиночний розряд – Парний розряд                               | Густаво Куертен Ніколас Лапентті 6–4, 6–4                   | Джим Кур'є Патрік Гелбрайт   | Джейсон Столтенберг Скотт Дрейпер                                       | Ктіслав Доседель Байрон Блек Майкл Теббутт Домінік Хрбати         |
| 4 січня           | Qatar ExxonMobil Open Доха, Катар ATP World Series Тверде – $1,000,000 – 32S/16D Одиночний розряд – Парний розряд                                  | Райнер Шуттлер 6–4, 5–7, 6–1                                | Тім Генман                   | Карім Аламі Седрік Пйолін                                               | Джефф Таранго Хішам Аразі Горан Іванишевич Маріано Сабалета       |
| 4 січня           | Qatar ExxonMobil Open Доха, Катар ATP World Series Тверде – $1,000,000 – 32S/16D Одиночний розряд – Парний розряд                                  | Алекс О'Браєн Джаред Палмер 6–3, 6–4                        | Піт Норвал Кевін Ульєтт      | Карім Аламі Седрік Пйолін                                               | Джефф Таранго Хішам Аразі Горан Іванишевич Маріано Сабалета       |
| 11 січня          | Heineken Open Окленд (Нова Зеландія), Нова Зеландія ATP World Series Тверде – $350,000 – 32S/16D Одиночний розряд – Парний розряд                  | Шенг Схалкен 6–4, 6–4                                       | Томмі Гаас                   | Бретт Стівен Фелікс Мантілья                                            | Андрей Павел Маріано Сабалета Гійом Рау Домінік Хрбати            |
| 11 січня          | Heineken Open Окленд (Нова Зеландія), Нова Зеландія ATP World Series Тверде – $350,000 – 32S/16D Одиночний розряд – Парний розряд                  | Джефф Таранго Даніель Вацек 7–5, 7–5                        | Їржі Новак Давід Рікл        | Бретт Стівен Фелікс Мантілья                                            | Андрей Павел Маріано Сабалета Гійом Рау Домінік Хрбати            |
| 11 січня          | Sydney International Сідней, Австралія ATP World Series Тверде – $350,000 – 32S/16D Одиночний розряд – Парний розряд                               | Тодд Мартін 6–3, 7–6(7–5)                                   | Алекс Корретха               | Кароль Кучера Томас Мустер                                              | Альберт Коста Густаво Куертен Джейсон Столтенберг Ллейтон Г'юїтт  |
| 11 січня          | Sydney International Сідней, Австралія ATP World Series Тверде – $350,000 – 32S/16D Одиночний розряд – Парний розряд                               | Себастьян Ларо Деніел Нестор 6–3, 6–4                       | Патрік Гелбрайт Паул Гаргейс | Кароль Кучера Томас Мустер                                              | Альберт Коста Густаво Куертен Джейсон Столтенберг Ллейтон Г'юїтт  |
| 18 січня 25 січня | Відкритий чемпіонат Австралії з тенісу Мельбурн, Австралія Grand Slam Тверде – $3,539,387 128S/128Q/64D/32X Одиночний розряд – Парний розряд Мікст | Євген Кафельников 4–6, 6–0, 6–3, 7–6(7–1)                   | Томас Енквіст                | Томмі Гаас Ніколас Лапентті                                             | Тодд Мартін Вінс Спейдія Марк Россе Кароль Кучера                 |
| 18 січня 25 січня | Відкритий чемпіонат Австралії з тенісу Мельбурн, Австралія Grand Slam Тверде – $3,539,387 128S/128Q/64D/32X Одиночний розряд – Парний розряд Мікст | Йонас Бйоркман Патрік Рафтер 6–3, 4–6, 6–4, 6–7(10–12), 6–4 | Магеш Бгупаті Леандер Паес   | Томмі Гаас Ніколас Лапентті                                             | Тодд Мартін Вінс Спейдія Марк Россе Кароль Кучера                 |
| 18 січня 25 січня | Відкритий чемпіонат Австралії з тенісу Мельбурн, Австралія Grand Slam Тверде – $3,539,387 128S/128Q/64D/32X Одиночний розряд – Парний розряд Мікст | Девід Адамс Маріан де Свардт 6–4, 4–6, 7–6(7–5)             | Максим Мирний Серена Вільямс | Томмі Гаас Ніколас Лапентті                                             | Тодд Мартін Вінс Спейдія Марк Россе Кароль Кучера                 |

### Лютий
| Тиждень   | Турнір | Чемпіони                                            | Фіналісти                         | Півфіналісти                | Чвертьфіналісти                                              |
| --------- | --- | --------------------------------------------------- | --------------------------------- | --------------------------- | ------------------------------------------------------------ |
| 1 лютого  | Open 13 Марсель, Франція ATP World Series Тверде (i) – $539,250 – 32S/16D Одиночний розряд – Парний розряд                               | Фабріс Санторо 6–3, 4–6, 6–4                        | Арно Клеман                       | Седрік Пйолін Марк Россе    | Роджер Федерер Ніколя Ескюде Джанлука Поцці Домінік Хрбати   |
| 1 лютого  | Open 13 Марсель, Франція ATP World Series Тверде (i) – $539,250 – 32S/16D Одиночний розряд – Парний розряд                               | Максим Мирний Андрій Ольховський 7–5, 7–6(9–7)      | Девід Адамс Павел Візнер          | Седрік Пйолін Марк Россе    | Роджер Федерер Ніколя Ескюде Джанлука Поцці Домінік Хрбати   |
| 8 лютого  | Dubai Tennis Championships Дубай, ОАЕ ATP World Series Тверде – $1,039,250 – 32S/16D Одиночний розряд – Парний розряд                    | Жером Гольмар 6–4, 6–2                              | Ніколас Кіфер                     | Андреу Іліє Карлос Моя      | Густаво Куертен Франсіско Клавет Тім Генман Фелікс Мантілья  |
| 8 лютого  | Dubai Tennis Championships Дубай, ОАЕ ATP World Series Тверде – $1,039,250 – 32S/16D Одиночний розряд – Парний розряд                    | Вейн Блек Сендон Столл 4–6, 6–1, 6–4                | Девід Адамс Джон-Лаффньє де Ягер  | Андреу Іліє Карлос Моя      | Густаво Куертен Франсіско Клавет Тім Генман Фелікс Мантілья  |
| 8 лютого  | Sybase Open Сан-Хосе, США ATP World Series Тверде (i) – $350,000 – 32S/16D Одиночний розряд – Парний розряд                              | Марк Філіппуссіс 6–3, 6–2                           | Сесіл Маміїт                      | Піт Сампрас Майкл Чанг      | Бернд Карбахер Джастін Гімелстоб Крістіан Рууд Марк Вудфорд  |
| 8 лютого  | Sybase Open Сан-Хосе, США ATP World Series Тверде (i) – $350,000 – 32S/16D Одиночний розряд – Парний розряд                              | Тодд Вудбрідж Марк Вудфорд 7–5, 6–7(3–7), 6–4       | Александар Кітінов Ненад Зімоньїч | Піт Сампрас Майкл Чанг      | Бернд Карбахер Джастін Гімелстоб Крістіан Рууд Марк Вудфорд  |
| 8 лютого  | St. Petersburg Open Санкт-Петербург, Росія ATP World Series Килим (i) – $350,000 – 32S/24Q/16D Одиночний розряд – Парний розряд          | Марк Россе 6–3, 6–4                                 | Давід Пріносіл                    | Ян Сімерінк Марат Сафін     | Ігор Корнієнко Гійом Рау Домінік Хрбати Андрей Павел         |
| 8 лютого  | St. Petersburg Open Санкт-Петербург, Росія ATP World Series Килим (i) – $350,000 – 32S/24Q/16D Одиночний розряд – Парний розряд          | Джефф Таранго Даніель Вацек 3–6, 6–3, 7–5           | Менно Остінг Андрей Павел         | Ян Сімерінк Марат Сафін     | Ігор Корнієнко Гійом Рау Домінік Хрбати Андрей Павел         |
| 15 лютого | Kroger St. Jude International Мемфіс, США ATP Турнір Series Тверде (i) – $825,000 – 48S/24Q/24D Одиночний розряд – Парний розряд         | Томмі Гаас 6–4, 6–1                                 | Джим Кур'є                        | Тодд Мартін Джон ван Лоттум | Ян-Майкл Гембілл Андреу Іліє Маріано Пуерта Деніел Нестор    |
| 15 лютого | Kroger St. Jude International Мемфіс, США ATP Турнір Series Тверде (i) – $825,000 – 48S/24Q/24D Одиночний розряд – Парний розряд         | Тодд Вудбрідж Марк Вудфорд 6–3, 6–4                 | Себастьян Ларо Алекс О'Браєн      | Тодд Мартін Джон ван Лоттум | Ян-Майкл Гембілл Андреу Іліє Маріано Пуерта Деніел Нестор    |
| 15 лютого | ABN AMRO World Tennis Tournament Роттердам, Нідерланди ATP Турнір Series Килим (i) – $850,000 – 32S/16D Одиночний розряд – Парний розряд | Євген Кафельников 6–2, 7–6(7–3)                     | Тім Генман                        | Марат Сафін Грег Руседскі   | Вейн Феррейра Кароль Кучера Седрік Пйолін Роджер Федерер     |
| 15 лютого | ABN AMRO World Tennis Tournament Роттердам, Нідерланди ATP Турнір Series Килим (i) – $850,000 – 32S/16D Одиночний розряд – Парний розряд | Девід Адамс Джон-Лаффньє де Ягер 6–7(5–7), 6–3, 6–4 | Ніл Брод Петер Трамаккі           | Марат Сафін Грег Руседскі   | Вейн Феррейра Кароль Кучера Седрік Пйолін Роджер Федерер     |
| 22 лютого | Guardian Direct Cup London, Велика Британія ATP Турнір Series Килим (i) – $814,250 – 32S/16D Одиночний розряд – Парний розряд            | Ріхард Крайчек 7–6(8–6), 6–7(5–7), 7–5              | Грег Руседскі                     | Томас Юганссон Хішам Аразі  | Євген Кафельников Кароль Кучера Томас Енквіст Домінік Хрбати |
| 22 лютого | Guardian Direct Cup London, Велика Британія ATP Турнір Series Килим (i) – $814,250 – 32S/16D Одиночний розряд – Парний розряд            | Тім Генман Грег Руседскі 6–3, 7–6(8–6)              | Байрон Блек Вейн Феррейра         | Томас Юганссон Хішам Аразі  | Євген Кафельников Кароль Кучера Томас Енквіст Домінік Хрбати |

### Березень
| Тиждень               | Турнір | Чемпіони | Фіналісти | Півфіналісти                      | Чвертьфіналісти                                                |
| --------------------- | --- | --- | --- | --------------------------------- | -------------------------------------------------------------- |
| 1 березня             | Copenhagen Open Копенгаген, Данія ATP World Series Тверде (i) – $240,000 – 32S/16D Одиночний розряд – Парний розряд | Магнус Густафссон 6–4, 6–1 | Фабріс Санторо | Себастьян Грожан Байрон Блек      | Деніел Нестор Райнер Шуттлер Вейн Блек Максим Мирний           |
| 1 березня             | Copenhagen Open Копенгаген, Данія ATP World Series Тверде (i) – $240,000 – 32S/16D Одиночний розряд – Парний розряд | Максим Мирний Андрій Ольховський 6–7(5–7), 7–6(7–4), 6–1 | Марк-Кевін Гелльнер Давід Пріносіл                                                                                  | Себастьян Грожан Байрон Блек      | Деніел Нестор Райнер Шуттлер Вейн Блек Максим Мирний           |
| 1 березня             | Tennis Channel Open Скоттдейл, США ATP World Series Тверде – $350,000 – 32S/16D Одиночний розряд – Парний розряд | Ян-Майкл Гембілл 7–6(7–2), 4–6, 6–4 | Ллейтон Г'юїтт | Андре Агассі Марк Вудфорд         | Джастін Гімелстоб Седрік Пйолін Горан Іванишевич Жером Гольмар |
| 1 березня             | Tennis Channel Open Скоттдейл, США ATP World Series Тверде – $350,000 – 32S/16D Одиночний розряд – Парний розряд | Джастін Гімелстоб Річі Ренеберг 6–4, 6–7(4–7), 6–3 | Марк Ноулз Сендон Столл                                                                                             | Андре Агассі Марк Вудфорд         | Джастін Гімелстоб Седрік Пйолін Горан Іванишевич Жером Гольмар |
| 8 березня             | Newsweek Champions Cup and the Evert Cup Індіан-Веллс, США ATP Super 9 Тверде – $2,450,000 – 56S/28Q/28D/8Q Одиночний розряд – Парний розряд | Марк Філіппуссіс 5–7, 6–4, 6–4, 4–6, 6–2 | Карлос Моя | Кріс Вудруфф Густаво Куертен      | Тім Генман Тодд Мартін Кароль Кучера Ріхард Крайчек            |
| 8 березня             | Newsweek Champions Cup and the Evert Cup Індіан-Веллс, США ATP Super 9 Тверде – $2,450,000 – 56S/28Q/28D/8Q Одиночний розряд – Парний розряд | Вейн Блек Сендон Столл 7–6(7–4), 6–3 | Елліс Феррейра Рік Ліч                                                                                              | Кріс Вудруфф Густаво Куертен      | Тім Генман Тодд Мартін Кароль Кучера Ріхард Крайчек            |
| 15 березня 22 березня | Lipton Championships Кі-Біскейн, США ATP Super 9 Тверде – $2,700,000 – 96S/48Q/48D/8Q Одиночний розряд – Парний розряд | Ріхард Крайчек 4–6, 6–1, 6–2, 7–5 | Себастьян Грожан | Франсіско Клавет Томас Енквіст    | Домінік Хрбати Ніколас Кіфер Жером Гольмар Піт Сампрас         |
| 15 березня 22 березня | Lipton Championships Кі-Біскейн, США ATP Super 9 Тверде – $2,700,000 – 96S/48Q/48D/8Q Одиночний розряд – Парний розряд | Вейн Блек Сендон Столл 6–1, 6–1 | Борис Бекер Ян-Майкл Гембілл                                                                                        | Франсіско Клавет Томас Енквіст    | Домінік Хрбати Ніколас Кіфер Жером Гольмар Піт Сампрас         |
| 22 березня            | Grand Prix Hassan II Касабланка, Марокко ATP World Series Ґрунт – $240,000 – 32S/27Q/16D Одиночний розряд – Парний розряд | Альберто Мартін 6–3, 6–4 | Фернандо Вісенте | Маркус Хіпфль Хуан Карлос Ферреро | Йохан ван Херк Штефан Коубек Альберт Портас Єнс Кніппшильд     |
| 22 березня            | Grand Prix Hassan II Касабланка, Марокко ATP World Series Ґрунт – $240,000 – 32S/27Q/16D Одиночний розряд – Парний розряд | Фернандо Мелігені Жайме Онсінс 6–2, 6–3 | Массімо Ардінгі Вінченцо Сантопадре                                                                                 | Маркус Хіпфль Хуан Карлос Ферреро | Йохан ван Херк Штефан Коубек Альберт Портас Єнс Кніппшильд     |
| 29 березня            | Davis Cup, перший раунд Тролльгеттан, Швеція – hard (i) Франкфурт, Німеччина – carpet (i) Бірмінгем, Велика Британія – hard (i) Хараре, Зімбабве – hard (i) Нім, Франція – clay (i) Льєйда, Іспанія – clay Гент, Бельгія – clay (i) Невшатель, Швейцарія – carpet (i) | Переможці першого раунду Словаччина 3–2 · Росія 3–2 · Сполучені Штати Америки 3–2 · Австралія 4–1 · Франція 4–1 · Бразилія 3–2 · Бельгія 3–2 · Швейцарія 3–2 | Переможені у першому раунді Швеція · Німеччина · Велика Британія · Зімбабве · Нідерланди · Іспанія · Чехія · Італія |                                   |                                                                |

### Квітень
| Тиждень   | Турнір | Чемпіони                                               | Фіналісти                         | Півфіналісти                         | Чвертьфіналісти                                                        |
| --------- | --- | ------------------------------------------------------ | --------------------------------- | ------------------------------------ | ---------------------------------------------------------------------- |
| 5 квітня  | Gold Flake Open Ченнай, Індія ATP World Series Тверде – $430,000 – 32S/16D Одиночний розряд – Парний розряд                                | Байрон Блек 6–4, 1–6, 6–3                              | Райнер Шуттлер                    | Петер Весселс Джон ван Лоттум        | Карлос Моя Вінченцо Сантопадре Річард Фромберг Мікаель Тільстрем       |
| 5 квітня  | Gold Flake Open Ченнай, Індія ATP World Series Тверде – $430,000 – 32S/16D Одиночний розряд – Парний розряд                                | Магеш Бгупаті Леандер Паес 4–6, 7–5, 6–4               | Вейн Блек Невілл Годвін           | Петер Весселс Джон ван Лоттум        | Карлос Моя Вінченцо Сантопадре Річард Фромберг Мікаель Тільстрем       |
| 5 квітня  | Estoril Open Оейраш, Португалія ATP World Series Ґрунт – $625,000 – 32S/16D Одиночний розряд – Парний розряд                               | Альберт Коста 7–6(7–4), 2–6, 6–3                       | Тодд Мартін                       | Жером Гольмар Марсело Ріос           | Карім Аламі Фелікс Мантілья Густаво Куертен Фернандо Мелігені          |
| 5 квітня  | Estoril Open Оейраш, Португалія ATP World Series Ґрунт – $625,000 – 32S/16D Одиночний розряд – Парний розряд                               | Томас Карбонелл Доналд Джонсон 6–3, 2–6, 6–1           | Їржі Новак Давід Рікл             | Жером Гольмар Марсело Ріос           | Карім Аламі Фелікс Мантілья Густаво Куертен Фернандо Мелігені          |
| 5 квітня  | Salem Open Гонконг, КНР ATP World Series Тверде – $350,000 – 32S/16D Одиночний розряд – Парний розряд                                      | Андре Агассі 6–7(4–7), 6–4, 6–4                        | Борис Бекер                       | Гендрік Дрекманн Бернд Карбахер      | Ріхард Крайчек Ніколас Кіфер Лоренс Тілеман Йонас Бйоркман             |
| 5 квітня  | Salem Open Гонконг, КНР ATP World Series Тверде – $350,000 – 32S/16D Одиночний розряд – Парний розряд                                      | Джеймс Грінхелг Грант Сілкок Walkover                  | Андре Агассі Девід Вітон          | Гендрік Дрекманн Бернд Карбахер      | Ріхард Крайчек Ніколас Кіфер Лоренс Тілеман Йонас Бйоркман             |
| 12 квітня | Відкритий чемпіонат Японії з тенісу Tokyo, Японія ATP Турнір Series Тверде – $725,000 – 56S/28D Одиночний розряд – Парний розряд           | Ніколас Кіфер 7–6(7–5), 7–5                            | Вейн Феррейра                     | Йонас Бйоркман Томас Юганссон        | Ріхард Крайчек Томас Енквіст Себастьян Ларо Кеннет Карлсен             |
| 12 квітня | Відкритий чемпіонат Японії з тенісу Tokyo, Японія ATP Турнір Series Тверде – $725,000 – 56S/28D Одиночний розряд – Парний розряд           | Джефф Таранго Даніель Вацек 4–3, retired               | Вейн Блек Браян Макфі             | Йонас Бйоркман Томас Юганссон        | Ріхард Крайчек Томас Енквіст Себастьян Ларо Кеннет Карлсен             |
| 12 квітня | Torneo Godó Барселона, Іспанія ATP Турнір Series Ґрунт – $950,000 – 56S/28D Одиночний розряд – Парний розряд                               | Фелікс Мантілья 7–6(7–2), 6–3, 6–3                     | Карім Аламі                       | Тодд Мартін Франсіско Клавет         | Альберт Коста Альберто Берасатегі Фернандо Мелігені Карлос Моя         |
| 12 квітня | Torneo Godó Барселона, Іспанія ATP Турнір Series Ґрунт – $950,000 – 56S/28D Одиночний розряд – Парний розряд                               | Паул Гаргейс Євген Кафельников 7–5, 6–3                | Массімо Бертоліні Крістіан Бранді | Тодд Мартін Франсіско Клавет         | Альберт Коста Альберто Берасатегі Фернандо Мелігені Карлос Моя         |
| 19 квітня | Republic Nat'l Bank Monte Carlo Open Рокбрюн-Кап-Мартен, Франція ATP Super 9 Ґрунт – $2,450,000 – 56S/28D Одиночний розряд – Парний розряд | Густаво Куертен 6–4, 2–1 retired                       | Марсело Ріос                      | Жером Гольмар Фелікс Мантілья        | Карлос Моя Марк Філіппуссіс Вінс Спейдія Альберт Коста                 |
| 19 квітня | Republic Nat'l Bank Monte Carlo Open Рокбрюн-Кап-Мартен, Франція ATP Super 9 Ґрунт – $2,450,000 – 56S/28D Одиночний розряд – Парний розряд | Олів'є Делетр Тім Генман 6–2, 6–3                      | Їржі Новак Давід Рікл             | Жером Гольмар Фелікс Мантілья        | Карлос Моя Марк Філіппуссіс Вінс Спейдія Альберт Коста                 |
| 19 квітня | ERA Real Estate Clay Court Ch'ships Орландо, США ATP World Series Ґрунт – $289,250 (green) – 32S/16D Одиночний розряд – Парний розряд      | Маґнус Норман 6–0, 6–3                                 | Гільєрмо Каньяс                   | Крістіан Рууд Максим Мирний          | Ернан Гумі Альберто Мартін Джим Кур'є Габріель Тріфу                   |
| 19 квітня | ERA Real Estate Clay Court Ch'ships Орландо, США ATP World Series Ґрунт – $289,250 (green) – 32S/16D Одиночний розряд – Парний розряд      | Джим Кур'є Тодд Вудбрідж 7–6(7–4), 6–4                 | Боб Браян Майк Браян              | Крістіан Рууд Максим Мирний          | Ернан Гумі Альберто Мартін Джим Кур'є Габріель Тріфу                   |
| 26 квітня | BMW Open Мюнхен, Німеччина ATP World Series Ґрунт – $525,000 – 32S/16D Одиночний розряд – Парний розряд                                    | Франко Скілларі 6–4, 6–3                               | Андрей Павел                      | Маріано Сабалета Альберто Берасатегі | Ларс Бургсмюллер Міхаель Кольманн Вінченцо Сантопадре Гендрік Дрекманн |
| 26 квітня | BMW Open Мюнхен, Німеччина ATP World Series Ґрунт – $525,000 – 32S/16D Одиночний розряд – Парний розряд                                    | Даніель Оршанік Маріано Пуерта 7–6(7–3), 3–6, 7–6(7–3) | Массімо Бертоліні Крістіан Бранді | Маріано Сабалета Альберто Берасатегі | Ларс Бургсмюллер Міхаель Кольманн Вінченцо Сантопадре Гендрік Дрекманн |
| 26 квітня | AT&T Challenge Атланта, США ATP World Series Ґрунт – $350,000 (green) – 32S/16D Одиночний розряд – Парний розряд                           | Штефан Коубек 6–1, 6–2                                 | Себастьян Грожан                  | Джим Кур'є Магнус Ларссон            | Мартін Родрігес Саргис Саргсян Альберто Мартін Джейсон Столтенберг     |
| 26 квітня | AT&T Challenge Атланта, США ATP World Series Ґрунт – $350,000 (green) – 32S/16D Одиночний розряд – Парний розряд                           | Патрік Гелбрайт Джастін Гімелстоб 5–7, 7–6(7–4), 6–3   | Тодд Вудбрідж Марк Вудфорд        | Джим Кур'є Магнус Ларссон            | Мартін Родрігес Саргис Саргсян Альберто Мартін Джейсон Столтенберг     |
| 26 квітня | Paegas Czech Open Прага, Чехія ATP World Series Ґрунт – $500,000 – 32S/16D Одиночний розряд – Парний розряд                                | Домінік Хрбати 6–2, 6–2                                | Ктіслав Доседель                  | Міхал Табара Херман Пуентес          | Орлін Станойчев Фернандо Мелігені Арно Ді Паскуале Едуардо Ніколас     |
| 26 квітня | Paegas Czech Open Прага, Чехія ATP World Series Ґрунт – $500,000 – 32S/16D Одиночний розряд – Парний розряд                                | Мартін Дамм Радек Штепанек 6–0, 6–2                    | Марк Кейл Ніколас Лапентті        | Міхал Табара Херман Пуентес          | Орлін Станойчев Фернандо Мелігені Арно Ді Паскуале Едуардо Ніколас     |

### Травень
| Тиждень             | Турнір | Чемпіони                                        | Фіналісти                        | Півфіналісти                                                         | Чвертьфіналісти                                               |
| ------------------- | --- | ----------------------------------------------- | -------------------------------- | -------------------------------------------------------------------- | ------------------------------------------------------------- |
| 3 травня            | Licher German Open Гамбург, Німеччина ATP Super 9 Ґрунт – $2,450,000 – 56S/28Q/28D/8Q Одиночний розряд – Парний розряд                     | Марсело Ріос 6–7(5–7), 7–5, 5–7, 7–6(7–5), 6–2  | Маріано Сабалета                 | Ніколас Лапентті Карлос Моя                                          | Арно Ді Паскуале Тім Генман Томмі Гаас Густаво Куертен        |
| 3 травня            | Licher German Open Гамбург, Німеччина ATP Super 9 Ґрунт – $2,450,000 – 56S/28Q/28D/8Q Одиночний розряд – Парний розряд                     | Вейн Артурс Ендрю Кратцманн 2–6, 7–6(7–5), 6–2  | Паул Гаргейс Джаред Палмер       | Ніколас Лапентті Карлос Моя                                          | Арно Ді Паскуале Тім Генман Томмі Гаас Густаво Куертен        |
| 3 травня            | Citrix Tennis Championships Делрей-Біч, США ATP World Series Ґрунт – $270,000 (green) – 32S/16D Одиночний розряд – Парний розряд           | Ллейтон Г'юїтт 6–4, 6–7(2–7), 6–1               | Ксав'є Малісс                    | Скотт Дрейпер Себастьян Грожан                                       | Ернан Гумі Магнус Ларссон Саргис Саргсян Сесіл Маміїт         |
| 3 травня            | Citrix Tennis Championships Делрей-Біч, США ATP World Series Ґрунт – $270,000 (green) – 32S/16D Одиночний розряд – Парний розряд           | Максим Мирний Ненад Зімоньїч 7–6(7–3), 3–6, 6–3 | Даг Флек Браян Макфі             | Скотт Дрейпер Себастьян Грожан                                       | Ернан Гумі Магнус Ларссон Саргис Саргсян Сесіл Маміїт         |
| 10 травня           | Italian Open 1999 Rome, Італія ATP Super 9 Ґрунт – $2,450,000 – 64S/32D/8Q Одиночний розряд – Парний розряд                                | Густаво Куертен 6–4, 7–5, 7–6(8–6)              | Патрік Рафтер                    | Алекс Корретха Фелікс Мантілья                                       | Кароль Кучера Франко Скілларі Ніколас Лапентті Давід Пріносіл |
| 10 травня           | Italian Open 1999 Rome, Італія ATP Super 9 Ґрунт – $2,450,000 – 64S/32D/8Q Одиночний розряд – Парний розряд                                | Елліс Феррейра Рік Ліч 6–7(0–7), 6–1, 6–2       | Девід Адамс Джон-Лаффньє де Ягер | Алекс Корретха Фелікс Мантілья                                       | Кароль Кучера Франко Скілларі Ніколас Лапентті Давід Пріносіл |
| 17 травня           | Peugeot ATP World Team Championship Дюссельдорф, Німеччина ATP World Team Cup Ґрунт – $1,650,000 – 8 teams (RR)                            | Австралія · 2–1                                 | Швеція                           | Раунд-robin losers (Red Group) Іспанія · Німеччина · Велика Британія | Раунд-robin losers (Blue Group) США · Словаччина · Франція    |
| 17 травня           | International Raiffeisen Grand Prix Санкт-Пельтен, Австрія ATP World Series Ґрунт – $425,000 – 32S/16D Одиночний розряд – Парний розряд    | Марсело Ріос 4–4, retired                       | Маріано Сабалета                 | Євген Кафельников Юнес Ель-Айнауї                                    | Маркус Хіпфль Франсіско Клавет Гільєрмо Каньяс Штефан Коубек  |
| 17 травня           | International Raiffeisen Grand Prix Санкт-Пельтен, Австрія ATP World Series Ґрунт – $425,000 – 32S/16D Одиночний розряд – Парний розряд    | Ендрю Флорент Андрій Ольховський 5–7, 6–4, 7–5  | Брент Гейгарт Роббі Куніґ        | Євген Кафельников Юнес Ель-Айнауї                                    | Маркус Хіпфль Франсіско Клавет Гільєрмо Каньяс Штефан Коубек  |
| 24 травня 31 травня | Відкритий чемпіонат Франції з тенісу Paris, Франція Grand Slam Ґрунт – $5,159,915 128S/128Q/64D/48X Одиночний розряд – Парний розряд Мікст | Андре Агассі 1–6, 2–6, 6–4, 6–3, 6–4            | Андрій Медведєв                  | Домінік Хрбати Фернандо Мелігені                                     | Марсело Ріос Марсело Філіппіні Алекс Корретха Густаво Куертен |
| 24 травня 31 травня | Відкритий чемпіонат Франції з тенісу Paris, Франція Grand Slam Ґрунт – $5,159,915 128S/128Q/64D/48X Одиночний розряд – Парний розряд Мікст | Магеш Бгупаті Леандер Паес 6–2, 7–5             | Горан Іванишевич Джефф Таранго   | Домінік Хрбати Фернандо Мелігені                                     | Марсело Ріос Марсело Філіппіні Алекс Корретха Густаво Куертен |
| 24 травня 31 травня | Відкритий чемпіонат Франції з тенісу Paris, Франція Grand Slam Ґрунт – $5,159,915 128S/128Q/64D/48X Одиночний розряд – Парний розряд Мікст | Піт Норвал Катарина Среботнік 6–3, 3–6, 6–3     | Рік Ліч Лариса Савченко-Нейланд  | Домінік Хрбати Фернандо Мелігені                                     | Марсело Ріос Марсело Філіппіні Алекс Корретха Густаво Куертен |

### Червень
| Тиждень             | Турнір | Чемпіони                                                  | Фіналісти                                              | Півфіналісти                   | Чвертьфіналісти                                            |
| ------------------- | --- | --------------------------------------------------------- | ------------------------------------------------------ | ------------------------------ | ---------------------------------------------------------- |
| 7 червня            | Gerry Weber Open Галле, Німеччина ATP World Series Трава – $900,000 – 32S/16D Одиночний розряд – Парний розряд                          | Ніколас Кіфер 6–3, 6–2                                    | Ніклас Культі                                          | Даніель Вацек Карлос Моя       | Ян Сімерінк Джанлука Поцці Томмі Гаас Шенг Схалкен         |
| 7 червня            | Gerry Weber Open Галле, Німеччина ATP World Series Трава – $900,000 – 32S/16D Одиночний розряд – Парний розряд                          | Йонас Бйоркман Патрік Рафтер 6–3, 7–5                     | Паул Гаргейс Джаред Палмер                             | Даніель Вацек Карлос Моя       | Ян Сімерінк Джанлука Поцці Томмі Гаас Шенг Схалкен         |
| 7 червня            | Stella Artois Championships London, Велика Британія ATP World Series Трава – $750,000 – 56S/53Q/28D/8Q Одиночний розряд – Парний розряд | Піт Сампрас 6–7(1–7), 6–4, 7–6(7–4)                       | Тім Генман                                             | Саргис Саргсян Ллейтон Г'юїтт  | Грег Руседскі Кароль Кучера Седрік Пйолін Горан Іванишевич |
| 7 червня            | Stella Artois Championships London, Велика Британія ATP World Series Трава – $750,000 – 56S/53Q/28D/8Q Одиночний розряд – Парний розряд | Себастьян Ларо Алекс О'Браєн 6–1, 7–6(7–3)                | Тодд Вудбрідж Марк Вудфорд                             | Саргис Саргсян Ллейтон Г'юїтт  | Грег Руседскі Кароль Кучера Седрік Пйолін Горан Іванишевич |
| 7 червня            | Merano Open Мерано, Італія ATP World Series Ґрунт – $350,000 – 32S/16D Одиночний розряд – Парний розряд                                 | Фернандо Вісенте 6–2, 3–6, 7–6(7–1)                       | Хішам Аразі                                            | Домінік Хрбати Андреа Гауденці | Гало Бланко Гільєрмо Каньяс Мартін Шпеттль Мартін Родрігес |
| 7 червня            | Merano Open Мерано, Італія ATP World Series Ґрунт – $350,000 – 32S/16D Одиночний розряд – Парний розряд                                 | Лукас Арнольд Кер Жайме Онсінс 6–4, 7–6(7–1)              | Марк-Кевін Гелльнер Ерік Тайно                         | Домінік Хрбати Андреа Гауденці | Гало Бланко Гільєрмо Каньяс Мартін Шпеттль Мартін Родрігес |
| 14 червня           | Nottingham Open Ноттінгем, Велика Британія ATP World Series Трава – $350,000 – 32S/16D Одиночний розряд – Парний розряд                 | Седрік Пйолін 6–3, 7–5                                    | Кевін Ульєтт                                           | Грег Руседскі Давід Пріносіл   | Ллейтон Г'юїтт Андреу Іліє Фабріс Санторо Альберто Мартін  |
| 14 червня           | Nottingham Open Ноттінгем, Велика Британія ATP World Series Трава – $350,000 – 32S/16D Одиночний розряд – Парний розряд                 | Патрік Гелбрайт Джастін Гімелстоб 5–7, 7–5, 6–3           | Маріус Барнард Брент Гейгарт                           | Грег Руседскі Давід Пріносіл   | Ллейтон Г'юїтт Андреу Іліє Фабріс Санторо Альберто Мартін  |
| 14 червня           | Heineken Trophy Гертогенбос, Нідерланди ATP World Series Трава – $500,000 – 32S/20Q/16D Одиночний розряд – Парний розряд                | Патрік Рафтер 3–6, 7–6(9–7), 6–4                          | Андрей Павел                                           | Кароль Кучера Томмі Гаас       | Ніклас Культі Йонас Бйоркман Ріхард Крайчек Кеннет Карлсен |
| 14 червня           | Heineken Trophy Гертогенбос, Нідерланди ATP World Series Трава – $500,000 – 32S/20Q/16D Одиночний розряд – Парний розряд                | final cancelled due to rain                               | Леандер Паес / Ян Сімерінк Елліс Феррейра / Давід Рікл | Кароль Кучера Томмі Гаас       | Ніклас Культі Йонас Бйоркман Ріхард Крайчек Кеннет Карлсен |
| 21 червня 28 червня | Вімблдонський турнір London, Велика Британія Grand Slam Трава – $5,614,685 – 128S/64D/64X Одиночний розряд – Парний розряд Мікст        | Піт Сампрас 6–3, 6–4, 7–5                                 | Андре Агассі                                           | Тім Генман Патрік Рафтер       | Марк Філіппуссіс Седрік Пйолін Густаво Куертен Тодд Мартін |
| 21 червня 28 червня | Вімблдонський турнір London, Велика Британія Grand Slam Трава – $5,614,685 – 128S/64D/64X Одиночний розряд – Парний розряд Мікст        | Магеш Бгупаті Леандер Паес 6–7(10–12), 6–3, 6–4, 7–6(7–4) | Паул Гаргейс Джаред Палмер                             | Тім Генман Патрік Рафтер       | Марк Філіппуссіс Седрік Пйолін Густаво Куертен Тодд Мартін |
| 21 червня 28 червня | Вімблдонський турнір London, Велика Британія Grand Slam Трава – $5,614,685 – 128S/64D/64X Одиночний розряд – Парний розряд Мікст        | Леандер Паес Ліза Реймонд 6–4, 3–6, 6–3                   | Йонас Бйоркман Анна Курникова                          | Тім Генман Патрік Рафтер       | Марк Філіппуссіс Седрік Пйолін Густаво Куертен Тодд Мартін |

### Липень
| Тиждень  | Турнір | Чемпіони                                                                        | Фіналісти                                                                            | Півфіналісти                    | Чвертьфіналісти                                                        |
| -------- | --- | ------------------------------------------------------------------------------- | ------------------------------------------------------------------------------------ | ------------------------------- | ---------------------------------------------------------------------- |
| 5 липня  | Investor Swedish Open Бостад, Швеція ATP World Series Ґрунт – $350,000 – 32S/16D Одиночний розряд – Парний розряд                                  | Хуан Антоніо Марін 6–3, 7–6(7–4)                                                | Андреас Вінчігерра                                                                   | Крістіан Рууд Ніклас Культі     | Гало Бланко Мартін Родрігес Маґнус Норман Херман Пуентес               |
| 5 липня  | Investor Swedish Open Бостад, Швеція ATP World Series Ґрунт – $350,000 – 32S/16D Одиночний розряд – Парний розряд                                  | Девід Адамс Джефф Таранго 7–6(8–6), 6–4                                         | Ніклас Культі Мікаель Тільстрем                                                      | Крістіан Рууд Ніклас Культі     | Гало Бланко Мартін Родрігес Маґнус Норман Херман Пуентес               |
| 5 липня  | Rado Swiss Open Gstaad Gstaad, Швейцарія ATP World Series Ґрунт – $525,000 – 32S/16D Одиночний розряд – Парний розряд                              | Альберт Коста 7–6(7–4), 6–3, 6–4                                                | Ніколас Лапентті                                                                     | Юнес Ель-Айнауї Фелікс Мантілья | Вінс Спейдія Франсіско Клавет Арно Ді Паскуале Андреа Гауденці         |
| 5 липня  | Rado Swiss Open Gstaad Gstaad, Швейцарія ATP World Series Ґрунт – $525,000 – 32S/16D Одиночний розряд – Парний розряд                              | Доналд Джонсон Цирил Сук 7–5, 7–6(7–4)                                          | Александар Кітінов Ерік Тайно                                                        | Юнес Ель-Айнауї Фелікс Мантілья | Вінс Спейдія Франсіско Клавет Арно Ді Паскуале Андреа Гауденці         |
| 5 липня  | Miller Lite Hall of Fame Tennis Champs Ньюпорт, США ATP World Series Трава – $320,000 – 32S/16D Одиночний розряд – Парний розряд                   | Кріс Вудруфф 6–7(5–7), 6–4, 6–4                                                 | Кеннет Карлсен                                                                       | Вейн Артурс Лоренс Тілеман      | Леандер Паес Стефано Пескосолідо Андреу Іліє Петер Весселс             |
| 5 липня  | Miller Lite Hall of Fame Tennis Champs Ньюпорт, США ATP World Series Трава – $320,000 – 32S/16D Одиночний розряд – Парний розряд                   | Вейн Артурс Леандер Паес 6–7(6–8), 7–6(9–7), 6–3                                | Саргис Саргсян Кріс Вудруфф                                                          | Вейн Артурс Лоренс Тілеман      | Леандер Паес Стефано Пескосолідо Андреу Іліє Петер Весселс             |
| 12 липня | Davis Cup Quarterfinals Moscow, Росія – clay (i) Честнат-Гілл, США – hard Pau, Франція – carpet (i) Брюссельський столичний регіон, Бельгія – clay | Перемогли у чвертьфіналах Росія 3–2 · Австралія 4–1 · Франція 3–2 · Бельгія 3–2 | Програли у чвертьфіналах Словаччина · Сполучені Штати Америки · Бразилія · Швейцарія |                                 |                                                                        |
| 19 липня | Mercedes Cup Штутгарт, Німеччина ATP Турнір Series Ґрунт – $1,040,000 – 48S/24D Одиночний розряд – Парний розряд                                   | Маґнус Норман 6–7(6–8), 4–6, 7–6(9–7), 6–0, 6–3                                 | Томмі Гаас                                                                           | Їржі Новак Алекс Корретха       | Ніколас Лапентті Марсело Ріос Вінс Спейдія Карлос Моя                  |
| 19 липня | Mercedes Cup Штутгарт, Німеччина ATP Турнір Series Ґрунт – $1,040,000 – 48S/24D Одиночний розряд – Парний розряд                                   | Жайме Онсінс Даніель Оршанік 6–2, 6–1                                           | Александар Кітінов Джек Вейт                                                         | Їржі Новак Алекс Корретха       | Ніколас Лапентті Марсело Ріос Вінс Спейдія Карлос Моя                  |
| 26 липня | Generali Open Кіцбюель, Австрія ATP Турнір Series Ґрунт – $525,000 – 48S/24D Одиночний розряд – Парний розряд                                      | Альберт Коста 7–5, 6–2, 6–7(5–7), 7–6(7–4)                                      | Фернандо Вісенте                                                                     | Євген Кафельников Штефан Коубек | Річард Фромберг Хуан Карлос Ферреро Ніколас Лапентті Фернандо Мелігені |
| 26 липня | Generali Open Кіцбюель, Австрія ATP Турнір Series Ґрунт – $525,000 – 48S/24D Одиночний розряд – Парний розряд                                      | Кріс Гаггард Петер Нюборґ 6–3, 6–7(4–7), 7–6(7–4)                               | Алекс Калатрава Душан Вемич                                                          | Євген Кафельников Штефан Коубек | Річард Фромберг Хуан Карлос Ферреро Ніколас Лапентті Фернандо Мелігені |
| 26 липня | Mercedes-Benz Cup Los Angeles, США ATP World Series Тверде – $350,000 – 32S/16D Одиночний розряд – Парний розряд                                   | Піт Сампрас 7–6(7–3), 7–6(7–1)                                                  | Андре Агассі                                                                         | Андреу Іліє Джеймс Секулов      | Ллейтон Г'юїтт Антоні Дюпюї Майкл Чанг Вейн Феррейра                   |
| 26 липня | Mercedes-Benz Cup Los Angeles, США ATP World Series Тверде – $350,000 – 32S/16D Одиночний розряд – Парний розряд                                   | Байрон Блек Вейн Феррейра 6–2, 7–6(7–4)                                         | Горан Іванишевич Браян Макфі                                                         | Андреу Іліє Джеймс Секулов      | Ллейтон Г'юїтт Антоні Дюпюї Майкл Чанг Вейн Феррейра                   |
| 26 липня | International Championship of Croatia Умаг, Хорватія ATP World Series Ґрунт – $375,000 – 32S/16D Одиночний розряд – Парний розряд                  | Маґнус Норман 6–2, 6–4                                                          | Джефф Таранго                                                                        | Іван Любичич Альберт Портас     | Карлос Моя Домінік Хрбати Франсіско Клавет Агустін Кальєрі             |
| 26 липня | International Championship of Croatia Умаг, Хорватія ATP World Series Ґрунт – $375,000 – 32S/16D Одиночний розряд – Парний розряд                  | Маріано Пуерта Хав'єр Санчес 3–6, 6–2, 6–3                                      | Массімо Бертоліні Крістіан Бранді                                                    | Іван Любичич Альберт Портас     | Карлос Моя Домінік Хрбати Франсіско Клавет Агустін Кальєрі             |

### Серпень
| Тиждень             | Турнір | Чемпіони                                            | Фіналісти                        | Півфіналісти                       | Чвертьфіналісти                                                  |
| ------------------- | --- | --------------------------------------------------- | -------------------------------- | ---------------------------------- | ---------------------------------------------------------------- |
| 2 серпня            | Du Maurier Open Монреаль, Quebec, Канада ATP Super 9 Тверде – $2,450,000 – 56S/28D Одиночний розряд – Парний розряд                                | Томас Юганссон 1–6, 6–3, 6–3                        | Євген Кафельников                | Ніколас Кіфер Андре Агассі         | Патрік Рафтер Джим Кур'є Тодд Мартін Фабріс Санторо              |
| 2 серпня            | Du Maurier Open Монреаль, Quebec, Канада ATP Super 9 Тверде – $2,450,000 – 56S/28D Одиночний розряд – Парний розряд                                | Йонас Бйоркман Патрік Рафтер 7–6(7–5), 6–4          | Байрон Блек Вейн Феррейра        | Ніколас Кіфер Андре Агассі         | Патрік Рафтер Джим Кур'є Тодд Мартін Фабріс Санторо              |
| 2 серпня            | Grolsch Open Амстердам, Нідерланди ATP World Series Ґрунт – $500,000 – 32S/16D Одиночний розряд – Парний розряд                                    | Юнес Ель-Айнауї 6–0, 6–3                            | Маріано Сабалета                 | Марат Сафін Ніколас Лапентті       | Арно Ді Паскуале Фернандо Мелігені Магнус Густафссон Хішам Аразі |
| 2 серпня            | Grolsch Open Амстердам, Нідерланди ATP World Series Ґрунт – $500,000 – 32S/16D Одиночний розряд – Парний розряд                                    | Паул Гаргейс Шенг Схалкен 6–3, 6–2                  | Девін Бовен Еял Ран              | Марат Сафін Ніколас Лапентті       | Арно Ді Паскуале Фернандо Мелігені Магнус Густафссон Хішам Аразі |
| 9 серпня            | Great American Insurance ATP Champ Мейсон, США ATP Super 9 Тверде – $2,450,000 – 56S/28D Одиночний розряд – Парний розряд                          | Піт Сампрас 7–6(9–7), 6–3                           | Патрік Рафтер                    | Андре Агассі Євген Кафельников     | Ріхард Крайчек Густаво Куертен Тім Генман Майкл Чанг             |
| 9 серпня            | Great American Insurance ATP Champ Мейсон, США ATP Super 9 Тверде – $2,450,000 – 56S/28D Одиночний розряд – Парний розряд                          | Йонас Бйоркман Байрон Блек 6–3, 7–6(8–6)            | Тодд Вудбрідж Марк Вудфорд       | Андре Агассі Євген Кафельников     | Ріхард Крайчек Густаво Куертен Тім Генман Майкл Чанг             |
| 9 серпня            | Internazionali di Tennis di San Marino Сан-Марино (місто), Сан-Марино ATP World Series Ґрунт – $300,000 – 32S/16D Одиночний розряд – Парний розряд | Гало Бланко 4–6, 6–4, 6–3                           | Альберт Портас                   | Хуан Антоніо Марін Андреа Гауденці | Штефан Коубек Ернан Гумі Маркус Хіпфль Хуліан Алонсо             |
| 9 серпня            | Internazionali di Tennis di San Marino Сан-Марино (місто), Сан-Марино ATP World Series Ґрунт – $300,000 – 32S/16D Одиночний розряд – Парний розряд | Лукас Арнольд Кер Маріано Худ 6–3, 6–2              | Петр Пала Павел Візнер           | Хуан Антоніо Марін Андреа Гауденці | Штефан Коубек Ернан Гумі Маркус Хіпфль Хуліан Алонсо             |
| 16 серпня           | RCA Championships Індіанаполіс, США ATP Турнір Series Тверде – $870,000 – 56S/28D Одиночний розряд – Парний розряд                                 | Ніколас Лапентті 4–6, 6–4, 6–4                      | Вінс Спейдія                     | Себастьян Грожан Ян Сімерінк       | Піт Сампрас Густаво Куертен Карлос Моя Патрік Рафтер             |
| 16 серпня           | RCA Championships Індіанаполіс, США ATP Турнір Series Тверде – $870,000 – 56S/28D Одиночний розряд – Парний розряд                                 | Паул Гаргейс Джаред Палмер 6–3, 6–4                 | Олів'є Делетр Леандер Паес       | Себастьян Грожан Ян Сімерінк       | Піт Сампрас Густаво Куертен Карлос Моя Патрік Рафтер             |
| 16 серпня           | Legg Mason Tennis Classic Вашингтон, США ATP Турнір Series Тверде – $725,000 – 56S/28D Одиночний розряд – Парний розряд                            | Андре Агассі 7–6(7–3), 6–1                          | Євген Кафельников                | Ніколас Кіфер Тодд Мартін          | Томаш Зіб Ян Крошлак Пол Голдстейн Фабріс Санторо                |
| 16 серпня           | Legg Mason Tennis Classic Вашингтон, США ATP Турнір Series Тверде – $725,000 – 56S/28D Одиночний розряд – Парний розряд                            | Джастін Гімелстоб Себастьян Ларо 7–5, 6–7(2–7), 6–3 | Девід Адамс Джон-Лаффньє де Ягер | Ніколас Кіфер Тодд Мартін          | Томаш Зіб Ян Крошлак Пол Голдстейн Фабріс Санторо                |
| 23 серпня           | MFS Pro Tennis Championships Бостон, США ATP World Series Тверде – $325,000 – 32S/16D Одиночний розряд – Парний розряд                             | Марат Сафін 6–4, 7–6(13–11)                         | Грег Руседскі                    | Арно Клеман Шенг Схалкен           | Йонас Бйоркман Себастьян Грожан Давід Пріносіл Марсело Ріос      |
| 23 серпня           | MFS Pro Tennis Championships Бостон, США ATP World Series Тверде – $325,000 – 32S/16D Одиночний розряд – Парний розряд                             | Гільєрмо Каньяс Мартін Гарсія 5–7, 7–6(7–2), 6–3    | Маріус Барнард Т. Дж. Міддлтон   | Арно Клеман Шенг Схалкен           | Йонас Бйоркман Себастьян Грожан Давід Пріносіл Марсело Ріос      |
| 23 серпня           | Waldbaum's Hamlet Cup Лонг-Айленд, США ATP World Series Тверде – $350,000 – 32S/16D Одиночний розряд – Парний розряд                               | Маґнус Норман 7–6(7–4), 4–6, 6–3                    | Алекс Корретха                   | Джейсон Столтенберг Даніель Вацек  | Євген Кафельников Томас Юганссон Богдан Уліграх Томас Енквіст    |
| 23 серпня           | Waldbaum's Hamlet Cup Лонг-Айленд, США ATP World Series Тверде – $350,000 – 32S/16D Одиночний розряд – Парний розряд                               | Олів'є Делетр Фабріс Санторо 7–5, 6–4               | Ян-Майкл Гембілл Скотт Гамфріс   | Джейсон Столтенберг Даніель Вацек  | Євген Кафельников Томас Юганссон Богдан Уліграх Томас Енквіст    |
| 30 серпня 6 вересня | Відкритий чемпіонат США з тенісу New York City, США Grand Slam Тверде – $6,257,000 128S/64D/32X Одиночний розряд – Парний розряд Мікст             | Андре Агассі 6–4, 6–7(5–7), 6–7(2–7), 6–3, 6–2      | Тодд Мартін                      | Седрік Пйолін Євген Кафельников    | Ктіслав Доседель Густаво Куертен Ріхард Крайчек Ніколя Ескюде    |
| 30 серпня 6 вересня | Відкритий чемпіонат США з тенісу New York City, США Grand Slam Тверде – $6,257,000 128S/64D/32X Одиночний розряд – Парний розряд Мікст             | Себастьян Ларо Алекс О'Браєн 7–6(9–7), 6–4          | Магеш Бгупаті Леандер Паес       | Седрік Пйолін Євген Кафельников    | Ктіслав Доседель Густаво Куертен Ріхард Крайчек Ніколя Ескюде    |
| 30 серпня 6 вересня | Відкритий чемпіонат США з тенісу New York City, США Grand Slam Тверде – $6,257,000 128S/64D/32X Одиночний розряд – Парний розряд Мікст             | Магеш Бгупаті Суґіяма Ай 6–4, 6–4                   | Доналд Джонсон Кімберлі По       | Седрік Пйолін Євген Кафельников    | Ктіслав Доседель Густаво Куертен Ріхард Крайчек Ніколя Ескюде    |

### Вересень
| Тиждень    | Турнір | Чемпіони                                           | Фіналісти                             | Півфіналісти                      | Чвертьфіналісти                                                    |
| ---------- | --- | -------------------------------------------------- | ------------------------------------- | --------------------------------- | ------------------------------------------------------------------ |
| 13 вересня | Samsung Open Борнмут, Велика Британія ATP World Series Ґрунт – $400,000 – 32S/16D Одиночний розряд – Парний розряд        | Адріан Войня 1–6, 7–5, 7–6(7–2)                    | Штефан Коубек                         | Томас Енквіст Юнес Ель-Айнауї     | Карім Аламі Магнус Густафссон Гендрік Дрекманн Марк-Кевін Гелльнер |
| 13 вересня | Samsung Open Борнмут, Велика Британія ATP World Series Ґрунт – $400,000 – 32S/16D Одиночний розряд – Парний розряд        | Девід Адамс Джефф Таранго 6–3, 6–7(5–7), 7–6(7–5)  | Міхаель Кольманн Ніклас Культі        | Томас Енквіст Юнес Ель-Айнауї     | Карім Аламі Магнус Густафссон Гендрік Дрекманн Марк-Кевін Гелльнер |
| 13 вересня | Majorca Open Майорка, Іспанія ATP World Series Ґрунт – $500,000 – 32S/16D Одиночний розряд – Парний розряд                | Хуан Карлос Ферреро 2–6, 7–5, 6–3                  | Алекс Корретха                        | Хуліан Алонсо Домінік Хрбати      | Хуан Антоніо Марін Франсіско Клавет Маркус Хіпфль Ернан Гумі       |
| 13 вересня | Majorca Open Майорка, Іспанія ATP World Series Ґрунт – $500,000 – 32S/16D Одиночний розряд – Парний розряд                | Лукас Арнольд Кер Томас Карбонелл 6–1, 6–4         | Альберто Берасатегі Франсіско Ройг    | Хуліан Алонсо Домінік Хрбати      | Хуан Антоніо Марін Франсіско Клавет Маркус Хіпфль Ернан Гумі       |
| 13 вересня | President's Cup Ташкент, Узбекистан ATP World Series Тверде – $500,000 – 32S/27Q/16D Одиночний розряд – Парний розряд     | Ніколас Кіфер 6–4, 6–2                             | Жорж Бастл                            | Даніель Вацек Петер Весселс       | Парадорн Шрічапхан Сесіл Маміїт Аксель Прецш Антоні Дюпюї          |
| 13 вересня | President's Cup Ташкент, Узбекистан ATP World Series Тверде – $500,000 – 32S/27Q/16D Одиночний розряд – Парний розряд     | Олег Огородов Марк Россе 7–6(7–4), 7–6(7–1)        | Марк Кейл Лоренцо Манта               | Даніель Вацек Петер Весселс       | Парадорн Шрічапхан Сесіл Маміїт Аксель Прецш Антоні Дюпюї          |
| 20 вересня | Davis Cup Semifinals Брисбен, Австралія – grass Pau, Франція – carpet (i)                                                 | Перемогли у півфіналах Австралія 4–1 · Франція 4–1 | Програли у півфіналах Росія · Бельгія |                                   |                                                                    |
| 27 вересня | Кубок Великого шлему Мюнхен, Німеччина Grand Slam Cup (ITF) Тверде (i) – $4,250,000 – 12S Кубок Великого шлему            | Грег Руседскі 6–3, 6–4, 6–7(5–7), 7–6(7–5)         | Томмі Гаас                            | Томас Енквіст Андрій Медведєв     | Андре Агассі Ніколас Лапентті Ріхард Крайчек Євген Кафельников     |
| 27 вересня | Connex Open Бухарест, Румунія ATP World Series Ґрунт – $350,000 – 32S/16D Одиночний розряд – Парний розряд                | Альберто Мартін 6–2, 6–3                           | Карім Аламі                           | Альберто Берасатегі Альберт Коста | Алекс Корретха Хуан Антоніо Марін Саргис Саргсян Юнес Ель-Айнауї   |
| 27 вересня | Connex Open Бухарест, Румунія ATP World Series Ґрунт – $350,000 – 32S/16D Одиночний розряд – Парний розряд                | Лукас Арнольд Кер Мартін Гарсія 6–3, 2–6, 6–3      | Марк-Кевін Гелльнер Франсіско Монтана | Альберто Берасатегі Альберт Коста | Алекс Корретха Хуан Антоніо Марін Саргис Саргсян Юнес Ель-Айнауї   |
| 27 вересня | Adidas Open de Toulouse Тулуза, Франція ATP World Series Тверде (i) – $400,000 – 32S/16D Одиночний розряд – Парний розряд | Ніколя Ескюде 7–5, 6–1                             | Даніель Вацек                         | Марк Россе Томас Юганссон         | Фабріс Санторо Магнус Густафссон Антоні Дюпюї Джефф Таранго        |
| 27 вересня | Adidas Open de Toulouse Тулуза, Франція ATP World Series Тверде (i) – $400,000 – 32S/16D Одиночний розряд – Парний розряд | Олів'є Делетр Джефф Таранго 3–6, 7–6(7–2), 6–4     | Девід Адамс Джон-Лаффньє де Ягер      | Марк Россе Томас Юганссон         | Фабріс Санторо Магнус Густафссон Антоні Дюпюї Джефф Таранго        |

### Жовтень
| Тиждень   | Турнір | Чемпіони                                           | Фіналісти                        | Півфіналісти                      | Чвертьфіналісти                                                      |
| --------- | --- | -------------------------------------------------- | -------------------------------- | --------------------------------- | -------------------------------------------------------------------- |
| 4 жовтня  | Davidoff Swiss Indoors Базель, Швейцарія ATP World Series Килим (i) – $1,000,000 – 32S/16D Одиночний розряд – Парний розряд               | Кароль Кучера 6–4, 7–6(12–10), 4–6, 4–6, 7–6(7–2)  | Тім Генман                       | Ніколас Кіфер Горан Іванишевич    | Андре Агассі Грег Руседскі Роджер Федерер Євген Кафельников          |
| 4 жовтня  | Davidoff Swiss Indoors Базель, Швейцарія ATP World Series Килим (i) – $1,000,000 – 32S/16D Одиночний розряд – Парний розряд               | Брент Гейгарт Александар Кітінов 0–6, 6–4, 7–5     | Їржі Новак Давід Рікл            | Ніколас Кіфер Горан Іванишевич    | Андре Агассі Грег Руседскі Роджер Федерер Євген Кафельников          |
| 4 жовтня  | Campionati Internazionali di Sicilia Палермо, Італія ATP World Series Ґрунт – $350,000 – 32S/16D Одиночний розряд – Парний розряд         | Арно Ді Паскуале 6–1, 6–3                          | Альберто Берасатегі              | Карім Аламі Альберт Коста         | Алекс Корретха Маркус Хіпфль Ернан Гумі Альберто Мартін              |
| 4 жовтня  | Campionati Internazionali di Sicilia Палермо, Італія ATP World Series Ґрунт – $350,000 – 32S/16D Одиночний розряд – Парний розряд         | Маріано Худ Себастьян Прієто 6–3, 6–1              | Лен Бейл Альберто Мартін         | Карім Аламі Альберт Коста         | Алекс Корретха Маркус Хіпфль Ернан Гумі Альберто Мартін              |
| 4 жовтня  | Heineken Open Shanghai Шанхай, Китайська Народна Республіка ATP World Series Тверде – $350,000 – 32S/16D Одиночний розряд – Парний розряд | Маґнус Норман 2–6, 6–3, 7–5                        | Марсело Ріос                     | Йонас Бйоркман Майкл Чанг         | Тодд Вудбрідж Андреас Вінчігерра Ян-Майкл Гембілл Парадорн Шрічапхан |
| 4 жовтня  | Heineken Open Shanghai Шанхай, Китайська Народна Республіка ATP World Series Тверде – $350,000 – 32S/16D Одиночний розряд – Парний розряд | Себастьян Ларо Деніел Нестор 7–5, 6–3              | Тодд Вудбрідж Марк Вудфорд       | Йонас Бйоркман Майкл Чанг         | Тодд Вудбрідж Андреас Вінчігерра Ян-Майкл Гембілл Парадорн Шрічапхан |
| 11 жовтня | Heineken Open Singapore Сінгапур, Сінгапур ATP Турнір Series Тверде (i) – $725,000 – 32S/16D                                              | Марсело Ріос 6–2, 7–6(7–5)                         | Мікаель Тільстрем                | Ллейтон Г'юїтт Парадорн Шрічапхан | Ян-Майкл Гембілл Джон ван Лоттум Андреу Іліє Іван Любичич            |
| 11 жовтня | Heineken Open Singapore Сінгапур, Сінгапур ATP Турнір Series Тверде (i) – $725,000 – 32S/16D                                              | Максим Мирний Ерік Тайно 6–3, 6–4                  | Тодд Вудбрідж Марк Вудфорд       | Ллейтон Г'юїтт Парадорн Шрічапхан | Ян-Майкл Гембілл Джон ван Лоттум Андреу Іліє Іван Любичич            |
| 11 жовтня | CA-TennisTrophy Відень, Австрія ATP Турнір Series Килим (i) – $800,000 – 32S/16D Одиночний розряд – Парний розряд                         | Грег Руседскі 6–7(5–7), 2–6, 6–3, 7–5, 6–4         | Ніколас Кіфер                    | Ріхард Крайчек Роджер Федерер     | Євген Кафельников Штефан Коубек Себастьян Грожан Кароль Кучера       |
| 11 жовтня | CA-TennisTrophy Відень, Австрія ATP Турнір Series Килим (i) – $800,000 – 32S/16D Одиночний розряд – Парний розряд                         | Давід Пріносіл Сендон Столл 6–3, 6–4               | Піт Норвал Кевін Ульєтт          | Ріхард Крайчек Роджер Федерер     | Євген Кафельников Штефан Коубек Себастьян Грожан Кароль Кучера       |
| 18 жовтня | Grand Prix de Tennis de Lyon Ліон, Франція ATP World Series Килим (i) – $750,000 – 48S/19Q/16D Одиночний розряд – Парний розряд           | Ніколас Лапентті 6–3, 6–2                          | Ллейтон Г'юїтт                   | Вінс Спейдія Магнус Густафссон    | Євген Кафельников Мікаель Тільстрем Густаво Куертен Джефф Таранго    |
| 18 жовтня | Grand Prix de Tennis de Lyon Ліон, Франція ATP World Series Килим (i) – $750,000 – 48S/19Q/16D Одиночний розряд – Парний розряд           | Піт Норвал Кевін Ульєтт 4–6, 7–6(7–5), 7–6(7–4)    | Вейн Феррейра Сендон Столл       | Вінс Спейдія Магнус Густафссон    | Євген Кафельников Мікаель Тільстрем Густаво Куертен Джефф Таранго    |
| 25 жовтня | Eurocard Open Штутгарт, Німеччина ATP Super 9 Тверде (i) – $2,450,000 – 48S/24Q/24D Одиночний розряд – Парний розряд                      | Томас Енквіст 6–1, 6–4, 5–7, 7–5                   | Ріхард Крайчек                   | Андре Агассі Грег Руседскі        | Андрей Павел Марсело Ріос Тодд Мартін Маріано Сабалета               |
| 25 жовтня | Eurocard Open Штутгарт, Німеччина ATP Super 9 Тверде (i) – $2,450,000 – 48S/24Q/24D Одиночний розряд – Парний розряд                      | Йонас Бйоркман Байрон Блек 6–7(6–8), 7–6(7–2), 6–0 | Девід Адамс Джон-Лаффньє де Ягер | Андре Агассі Грег Руседскі        | Андрей Павел Марсело Ріос Тодд Мартін Маріано Сабалета               |

### Листопад
| Тиждень      | Турнір | Чемпіони                                   | Фіналісти                      | Півфіналісти                    | Чвертьфіналісти                                                        |
| ------------ | --- | ------------------------------------------ | ------------------------------ | ------------------------------- | ---------------------------------------------------------------------- |
| 1 листопада  | Paris Open Paris, Франція ATP Super 9 Килим (i) – $2,550,000 – 48S/24Q/24D Одиночний розряд – Парний розряд                     | Андре Агассі 7–6(7–1), 6–2, 4–6, 6–4       | Марат Сафін                    | Ніколас Лапентті Майкл Чанг     | Марк Філіппуссіс Томмі Гаас Джим Кур'є Седрік Пйолін                   |
| 1 листопада  | Paris Open Paris, Франція ATP Super 9 Килим (i) – $2,550,000 – 48S/24Q/24D Одиночний розряд – Парний розряд                     | Себастьян Ларо Алекс О'Браєн 7–6(9–7), 7–5 | Паул Гаргейс Джаред Палмер     | Ніколас Лапентті Майкл Чанг     | Марк Філіппуссіс Томмі Гаас Джим Кур'є Седрік Пйолін                   |
| 8 листопада  | Кубок Кремля Moscow, Росія ATP World Series Килим (i) – $1,000,000 – 32S/16D Одиночний розряд – Парний розряд                   | Євген Кафельников 7–6(7–2), 6–4            | Байрон Блек                    | Ніколя Ескюде Джефф Таранго     | Даніель Вацек Андрій Медведєв Фабріс Санторо Марк Россе                |
| 8 листопада  | Кубок Кремля Moscow, Росія ATP World Series Килим (i) – $1,000,000 – 32S/16D Одиночний розряд – Парний розряд                   | Джастін Гімелстоб Даніель Вацек 6–2, 6–1   | Андрій Медведєв Марат Сафін    | Ніколя Ескюде Джефф Таранго     | Даніель Вацек Андрій Медведєв Фабріс Санторо Марк Россе                |
| 8 листопада  | Scania Stockholm Open Стокгольм, Швеція ATP World Series Тверде (i) – $825,000 – 32S/16D Одиночний розряд – Парний розряд       | Томас Енквіст 6–3, 6–4, 6–2                | Магнус Густафссон              | Маґнус Норман Ян-Майкл Гембілл  | Андреас Вінчігерра Ніколас Лапентті Йонас Бйоркман Марк Філіппуссіс    |
| 8 листопада  | Scania Stockholm Open Стокгольм, Швеція ATP World Series Тверде (i) – $825,000 – 32S/16D Одиночний розряд – Парний розряд       | Піт Норвал Кевін Ульєтт 7–5, 6–3           | Ян-Майкл Гембілл Скотт Гамфріс | Маґнус Норман Ян-Майкл Гембілл  | Андреас Вінчігерра Ніколас Лапентті Йонас Бйоркман Марк Філіппуссіс    |
| 15 листопада | ATP Tour World Doubles Championship Гартфорд, США ATP Tour World Championships Килим (i) – $900,000 – 8D (RR) Парний розряд     | Себастьян Ларо Алекс О'Браєн 6–3, 6–2, 6–2 | Магеш Бгупаті Леандер Паес     |                                 |                                                                        |
| 22 листопада | ATP Tour World Championship Ганновер, Німеччина ATP Tour World Championships Тверде (i) – $3,600,000 – 8S (RR) Одиночний розряд | Піт Сампрас 6–1, 7–5, 6–4                  | Андре Агассі                   | Євген Кафельников Ніколас Кіфер | Раунд Robin Густаво Куертен Ніколас Лапентті Томас Енквіст Тодд Мартін |
| 29 листопада | Davis Cup Final Ніцца, Франція – clay (i)                                                                                       | Австралія 3–2                              | Франція                        |                                 |                                                                        |

## Статистична інформація
Key
| Турніри Великого шолома |
| Фінали року             |
| ATP Super 9             |
| Championship Series     |
| ATP World Series        |
| Всі титули              |

### Титули за тенісистами
| Всього | Гравець                        | Великий шолом | Великий шолом | Великий шолом | Фінали року | Фінали року | Super 9 | Super 9 | Championship Series | Championship Series | World Series | World Series | Всього | Всього | Всього |
| Всього | Гравець                        | S             | D             | X             | S           | D           | S       | D       | S                   | D                   | S            | D            | S      | D      | X      |
| ------ | ------------------------------ | ------------- | ------------- | ------------- | ----------- | ----------- | ------- | ------- | ------------------- | ------------------- | ------------ | ------------ | ------ | ------ | ------ |
| 7      | Себастьян Ларо (CAN)           |               | 1             |               |             | 1           |         | 1       |                     | 1                   |              | 3            | 0      | 7      | 0      |
| 6      | Джефф Таранго (USA)            |               |               |               |             |             |         |         |                     | 1                   |              | 5            | 0      | 6      | 0      |
| 5      | Леандер Паес (IND)             |               | 2             | 1             |             |             |         |         |                     |                     |              | 2            | 0      | 4      | 1      |
| 5      | Піт Сампрас (USA)              | 1             |               |               | 1           |             | 1       |         |                     |                     | 2            |              | 5      | 0      | 0      |
| 5      | Андре Агассі (USA)             | 2             |               |               |             |             | 1       |         | 1                   |                     | 1            |              | 5      | 0      | 0      |
| 5      | Йонас Бйоркман (SWE)           |               | 1             |               |             |             |         | 3       |                     |                     |              | 1            | 0      | 5      | 0      |
| 5      | Алекс О'Браєн (USA)            |               | 1             |               |             | 1           |         | 1       |                     |                     |              | 2            | 0      | 5      | 0      |
| 5      | Маґнус Норман (SWE)            |               |               |               |             |             |         |         | 1                   |                     | 4            |              | 5      | 0      | 0      |
| 5      | Джастін Гімелстоб (USA)        |               |               |               |             |             |         |         |                     | 1                   |              | 4            | 0      | 5      | 0      |
| 4      | Магеш Бгупаті (IND)            |               | 2             | 1             |             |             |         |         |                     |                     |              | 1            | 0      | 3      | 1      |
| 4      | Патрік Рафтер (AUS)            |               | 1             |               |             |             |         | 1       |                     |                     | 1            | 1            | 1      | 3      | 0      |
| 4      | Євген Кафельников (RUS)        | 1             |               |               |             |             |         |         | 1                   | 1                   | 1            |              | 3      | 1      | 0      |
| 4      | Девід Адамс (RSA)              |               |               | 1             |             |             |         |         |                     | 1                   |              | 2            | 0      | 3      | 1      |
| 4      | Сендон Столл (AUS)             |               |               |               |             |             |         | 2       |                     | 1                   |              | 1            | 0      | 4      | 0      |
| 4      | Байрон Блек (ZIM)              |               |               |               |             |             |         | 2       |                     |                     | 1            | 1            | 1      | 3      | 0      |
| 4      | Максим Мирний (BLR)            |               |               |               |             |             |         |         |                     | 1                   |              | 3            | 0      | 4      | 0      |
| 4      | Даніель Вацек (CZE)            |               |               |               |             |             |         |         |                     | 1                   |              | 3            | 0      | 4      | 0      |
| 4      | Лукас Арнольд Кер (ARG)        |               |               |               |             |             |         |         |                     |                     |              | 4            | 0      | 4      | 0      |
| 3      | Піт Норвал (RSA)               |               |               | 1             |             |             |         |         |                     |                     |              | 2            | 0      | 2      | 1      |
| 3      | Грег Руседскі (GBR)            |               |               |               | 1           |             |         |         | 1                   | 1                   |              |              | 2      | 1      | 0      |
| 3      | Густаво Куертен (BRA)          |               |               |               |             |             | 2       |         |                     |                     |              | 1            | 2      | 1      | 0      |
| 3      | Вейн Блек (ZIM)                |               |               |               |             |             |         | 2       |                     |                     |              | 1            | 0      | 3      | 0      |
| 3      | Марсело Ріос (CHI)             |               |               |               |             |             | 1       |         | 1                   |                     | 1            |              | 3      | 0      | 0      |
| 3      | Томас Енквіст (SWE)            |               |               |               |             |             | 1       |         |                     |                     | 2            |              | 3      | 0      | 0      |
| 3      | Олів'є Делетр (FRA)            |               |               |               |             |             |         | 1       |                     |                     |              | 2            | 0      | 3      | 0      |
| 3      | Паул Гаргейс (NED)             |               |               |               |             |             |         |         |                     | 2                   |              | 1            | 0      | 3      | 0      |
| 3      | Альберт Коста (ESP)            |               |               |               |             |             |         |         | 1                   |                     | 2            |              | 3      | 0      | 0      |
| 3      | Ніколас Кіфер (GER)            |               |               |               |             |             |         |         | 1                   |                     | 2            |              | 3      | 0      | 0      |
| 3      | Ніколас Лапентті (ECU)         |               |               |               |             |             |         |         | 1                   |                     | 1            | 1            | 2      | 1      | 0      |
| 3      | Жайме Онсінс (BRA)             |               |               |               |             |             |         |         |                     | 1                   |              | 2            | 0      | 3      | 0      |
| 3      | Тодд Вудбрідж (AUS)            |               |               |               |             |             |         |         |                     | 1                   |              | 2            | 0      | 3      | 0      |
| 3      | Андрій Ольховський (RUS)       |               |               |               |             |             |         |         |                     |                     |              | 3            | 0      | 3      | 0      |
| 2      | Ріхард Крайчек (NED)           |               |               |               |             |             | 1       |         | 1                   |                     |              |              | 2      | 0      | 0      |
| 2      | Тім Генман (GBR)               |               |               |               |             |             |         | 1       |                     | 1                   |              |              | 0      | 2      | 0      |
| 2      | Марк Філіппуссіс (AUS)         |               |               |               |             |             | 1       |         |                     |                     | 1            |              | 2      | 0      | 0      |
| 2      | Вейн Артурс (AUS)              |               |               |               |             |             |         | 1       |                     |                     |              | 1            | 0      | 2      | 0      |
| 2      | Даніель Оршанік (ARG)          |               |               |               |             |             |         |         |                     | 1                   |              | 1            | 0      | 2      | 0      |
| 2      | Джаред Палмер (USA)            |               |               |               |             |             |         |         |                     | 1                   |              | 1            | 0      | 2      | 0      |
| 2      | Марк Вудфорд (AUS)             |               |               |               |             |             |         |         |                     | 1                   |              | 1            | 0      | 2      | 0      |
| 2      | Альберто Мартін (ESP)          |               |               |               |             |             |         |         |                     |                     | 2            |              | 2      | 0      | 0      |
| 2      | Марк Россе (SUI)               |               |               |               |             |             |         |         |                     |                     | 1            | 1            | 1      | 1      | 0      |
| 2      | Фабріс Санторо (FRA)           |               |               |               |             |             |         |         |                     |                     | 1            | 1            | 1      | 1      | 0      |
| 2      | Шенг Схалкен (NED)             |               |               |               |             |             |         |         |                     |                     | 1            | 1            | 1      | 1      | 0      |
| 2      | Томас Карбонелл (ESP)          |               |               |               |             |             |         |         |                     |                     |              | 2            | 0      | 2      | 0      |
| 2      | Патрік Гелбрайт (USA)          |               |               |               |             |             |         |         |                     |                     |              | 2            | 0      | 2      | 0      |
| 2      | Мартін Гарсія (ARG)            |               |               |               |             |             |         |         |                     |                     |              | 2            | 0      | 2      | 0      |
| 2      | Маріано Худ (ARG)              |               |               |               |             |             |         |         |                     |                     |              | 2            | 0      | 2      | 0      |
| 2      | Доналд Джонсон (USA)           |               |               |               |             |             |         |         |                     |                     |              | 2            | 0      | 2      | 0      |
| 2      | Деніел Нестор (CAN)            |               |               |               |             |             |         |         |                     |                     |              | 2            | 0      | 2      | 0      |
| 2      | Маріано Пуерта (ARG)           |               |               |               |             |             |         |         |                     |                     |              | 2            | 0      | 2      | 0      |
| 2      | Кевін Ульєтт (ZIM)             |               |               |               |             |             |         |         |                     |                     |              | 2            | 0      | 2      | 0      |
| 1      | Томас Юганссон (SWE)           |               |               |               |             |             | 1       |         |                     |                     |              |              | 1      | 0      | 0      |
| 1      | Елліс Феррейра (RSA)           |               |               |               |             |             |         | 1       |                     |                     |              |              | 0      | 1      | 0      |
| 1      | Ендрю Кратцманн (AUS)          |               |               |               |             |             |         | 1       |                     |                     |              |              | 0      | 1      | 0      |
| 1      | Рік Ліч (USA)                  |               |               |               |             |             |         | 1       |                     |                     |              |              | 0      | 1      | 0      |
| 1      | Томмі Гаас (GER)               |               |               |               |             |             |         |         | 1                   |                     |              |              | 1      | 0      | 0      |
| 1      | Фелікс Мантілья (ESP)          |               |               |               |             |             |         |         | 1                   |                     |              |              | 1      | 0      | 0      |
| 1      | Джон-Лаффньє де Ягер (RSA)     |               |               |               |             |             |         |         |                     | 1                   |              |              | 0      | 1      | 0      |
| 1      | Кріс Гаггард (RSA)             |               |               |               |             |             |         |         |                     | 1                   |              |              | 0      | 1      | 0      |
| 1      | Петер Нюборґ (SWE)             |               |               |               |             |             |         |         |                     | 1                   |              |              | 0      | 1      | 0      |
| 1      | Давід Пріносіл (GER)           |               |               |               |             |             |         |         |                     | 1                   |              |              | 0      | 1      | 0      |
| 1      | Ерік Тайно (PHI)               |               |               |               |             |             |         |         |                     | 1                   |              |              | 0      | 1      | 0      |
| 1      | Гало Бланко (ESP)              |               |               |               |             |             |         |         |                     |                     | 1            |              | 1      | 0      | 0      |
| 1      | Арно Ді Паскуале (FRA)         |               |               |               |             |             |         |         |                     |                     | 1            |              | 1      | 0      | 0      |
| 1      | Юнес Ель-Айнауї (MAR)          |               |               |               |             |             |         |         |                     |                     | 1            |              | 1      | 0      | 0      |
| 1      | Ніколя Ескюде (FRA)            |               |               |               |             |             |         |         |                     |                     | 1            |              | 1      | 0      | 0      |
| 1      | Хуан Карлос Ферреро (ESP)      |               |               |               |             |             |         |         |                     |                     | 1            |              | 1      | 0      | 0      |
| 1      | Ян-Майкл Гембілл (USA)         |               |               |               |             |             |         |         |                     |                     | 1            |              | 1      | 0      | 0      |
| 1      | Жером Гольмар (FRA)            |               |               |               |             |             |         |         |                     |                     | 1            |              | 1      | 0      | 0      |
| 1      | Магнус Густафссон (SWE)        |               |               |               |             |             |         |         |                     |                     | 1            |              | 1      | 0      | 0      |
| 1      | Ллейтон Г'юїтт (AUS)           |               |               |               |             |             |         |         |                     |                     | 1            |              | 1      | 0      | 0      |
| 1      | Домінік Хрбати (SVK)           |               |               |               |             |             |         |         |                     |                     | 1            |              | 1      | 0      | 0      |
| 1      | Штефан Коубек (AUT)            |               |               |               |             |             |         |         |                     |                     | 1            |              | 1      | 0      | 0      |
| 1      | Кароль Кучера (SVK)            |               |               |               |             |             |         |         |                     |                     | 1            |              | 1      | 0      | 0      |
| 1      | Хуан Антоніо Марін (CRC)       |               |               |               |             |             |         |         |                     |                     | 1            |              | 1      | 0      | 0      |
| 1      | Тодд Мартін (USA)              |               |               |               |             |             |         |         |                     |                     | 1            |              | 1      | 0      | 0      |
| 1      | Седрік Пйолін (FRA)            |               |               |               |             |             |         |         |                     |                     | 1            |              | 1      | 0      | 0      |
| 1      | Марат Сафін (RUS)              |               |               |               |             |             |         |         |                     |                     | 1            |              | 1      | 0      | 0      |
| 1      | Райнер Шуттлер (GER)           |               |               |               |             |             |         |         |                     |                     | 1            |              | 1      | 0      | 0      |
| 1      | Франко Скілларі (ARG)          |               |               |               |             |             |         |         |                     |                     | 1            |              | 1      | 0      | 0      |
| 1      | Фернандо Вісенте (ESP)         |               |               |               |             |             |         |         |                     |                     | 1            |              | 1      | 0      | 0      |
| 1      | Адріан Войня (ROU)             |               |               |               |             |             |         |         |                     |                     | 1            |              | 1      | 0      | 0      |
| 1      | Кріс Вудруфф (USA)             |               |               |               |             |             |         |         |                     |                     | 1            |              | 1      | 0      | 0      |
| 1      | Гільєрмо Каньяс (ARG)          |               |               |               |             |             |         |         |                     |                     |              | 1            | 0      | 1      | 0      |
| 1      | Джим Кур'є (USA)               |               |               |               |             |             |         |         |                     |                     |              | 1            | 0      | 1      | 0      |
| 1      | Мартін Дамм (CZE)              |               |               |               |             |             |         |         |                     |                     |              | 1            | 0      | 1      | 0      |
| 1      | Вейн Феррейра (RSA)            |               |               |               |             |             |         |         |                     |                     |              | 1            | 0      | 1      | 0      |
| 1      | Ендрю Флорент (AUS)            |               |               |               |             |             |         |         |                     |                     |              | 1            | 0      | 1      | 0      |
| 1      | Джеймс Грінхелг (NZL)          |               |               |               |             |             |         |         |                     |                     |              | 1            | 0      | 1      | 0      |
| 1      | Брент Гейгарт (RSA)            |               |               |               |             |             |         |         |                     |                     |              | 1            | 0      | 1      | 0      |
| 1      | Александар Кітінов (MKD)       |               |               |               |             |             |         |         |                     |                     |              | 1            | 0      | 1      | 0      |
| 1      | Фернандо Мелігені (BRA)        |               |               |               |             |             |         |         |                     |                     |              | 1            | 0      | 1      | 0      |
| 1      | Олег Огородов (UZB)            |               |               |               |             |             |         |         |                     |                     |              | 1            | 0      | 1      | 0      |
| 1      | Себастьян Прієто (ARG)         |               |               |               |             |             |         |         |                     |                     |              | 1            | 0      | 1      | 0      |
| 1      | Річі Ренеберг (USA)            |               |               |               |             |             |         |         |                     |                     |              | 1            | 0      | 1      | 0      |
| 1      | Хав'єр Санчес (тенісист) (ESP) |               |               |               |             |             |         |         |                     |                     |              | 1            | 0      | 1      | 0      |
| 1      | Грант Сілкок (AUS)             |               |               |               |             |             |         |         |                     |                     |              | 1            | 0      | 1      | 0      |
| 1      | Радек Штепанек (CZE)           |               |               |               |             |             |         |         |                     |                     |              | 1            | 0      | 1      | 0      |
| 1      | Цирил Сук (CZE)                |               |               |               |             |             |         |         |                     |                     |              | 1            | 0      | 1      | 0      |
| 1      | Ненад Зімоньїч (FR Yugoslavia) |               |               |               |             |             |         |         |                     |                     |              | 1            | 0      | 1      | 0      |

### Титули за країнами
| Всього | Країна                            | Великий шолом | Великий шолом | Великий шолом | Фінали року | Фінали року | Super 9 | Super 9 | Championship Series | Championship Series | World Series | World Series | Всього | Всього | Всього |
| Всього | Країна                            | S             | D             | X             | S           | D           | S       | D       | S                   | D                   | S            | D            | S      | D      | X      |
| ------ | --------------------------------- | ------------- | ------------- | ------------- | ----------- | ----------- | ------- | ------- | ------------------- | ------------------- | ------------ | ------------ | ------ | ------ | ------ |
| 34     | США (USA)                         | 3             | 1             |               | 1           | 1           | 2       | 2       | 1                   | 3                   | 6            | 14           | 13     | 21     | 0      |
| 18     | Австралія (AUS)                   |               | 1             |               |             |             | 1       | 4       |                     | 2                   | 3            | 7            | 4      | 14     | 0      |
| 16     | Швеція (SWE)                      |               | 1             |               |             |             | 2       | 3       | 1                   | 1                   | 7            | 1            | 10     | 6      | 0      |
| 12     | Іспанія (ESP)                     |               |               |               |             |             |         |         | 2                   |                     | 7            | 3            | 9      | 3      | 0      |
| 11     | ПАР (RSA)                         |               |               | 2             |             |             |         | 1       |                     | 2                   |              | 6            | 0      | 9      | 2      |
| 10     | Аргентина (ARG)                   |               |               |               |             |             |         |         |                     | 1                   | 1            | 8            | 1      | 9      | 0      |
| 9      | Зімбабве (ZIM)                    |               |               |               |             |             |         | 4       |                     |                     | 1            | 4            | 1      | 8      | 0      |
| 8      | Росія (RUS)                       | 1             |               |               |             |             |         |         | 1                   | 1                   | 2            | 3            | 4      | 4      | 0      |
| 8      | Франція (FRA)                     |               |               |               |             |             |         | 1       |                     |                     | 5            | 2            | 5      | 3      | 0      |
| 7      | Канада (CAN)                      |               | 1             |               |             | 1           |         | 1       |                     | 1                   |              | 3            | 0      | 7      | 0      |
| 6      | Індія (IND)                       |               | 2             | 2             |             |             |         |         |                     |                     |              | 2            | 0      | 4      | 2      |
| 6      | Бразилія (BRA)                    |               |               |               |             |             | 2       |         |                     | 1                   |              | 3            | 2      | 4      | 0      |
| 6      | Нідерланди (NED)                  |               |               |               |             |             | 1       |         | 1                   | 2                   | 1            | 1            | 3      | 3      | 0      |
| 6      | Німеччина (GER)                   |               |               |               |             |             |         |         | 2                   | 1                   | 3            |              | 5      | 1      | 0      |
| 6      | Чехія (CZE)                       |               |               |               |             |             |         |         |                     | 1                   |              | 5            | 0      | 6      | 0      |
| 4      | Велика Британія (GBR)             |               |               |               | 1           |             |         | 1       | 1                   | 1                   |              |              | 2      | 2      | 0      |
| 4      | Білорусь (BLR)                    |               |               |               |             |             |         |         |                     | 1                   |              | 3            | 0      | 4      | 0      |
| 3      | Чилі (CHI)                        |               |               |               |             |             | 1       |         | 1                   |                     | 1            |              | 3      | 0      | 0      |
| 3      | Еквадор (ECU)                     |               |               |               |             |             |         |         | 1                   |                     | 1            | 1            | 2      | 1      | 0      |
| 2      | Словаччина (SVK)                  |               |               |               |             |             |         |         |                     |                     | 2            |              | 2      | 0      | 0      |
| 2      | Швейцарія (SUI)                   |               |               |               |             |             |         |         |                     |                     | 1            | 1            | 1      | 1      | 0      |
| 1      | Філіппіни (PHI)                   |               |               |               |             |             |         |         |                     | 1                   |              |              | 0      | 1      | 0      |
| 1      | Австрія (AUT)                     |               |               |               |             |             |         |         |                     |                     | 1            |              | 1      | 0      | 0      |
| 1      | Коста-Рика (CRC)                  |               |               |               |             |             |         |         |                     |                     | 1            |              | 1      | 0      | 0      |
| 1      | Марокко (MAR)                     |               |               |               |             |             |         |         |                     |                     | 1            |              | 1      | 0      | 0      |
| 1      | Румунія (ROU)                     |               |               |               |             |             |         |         |                     |                     | 1            |              | 1      | 0      | 0      |
| 1      | Північна Македонія (MKD)          |               |               |               |             |             |         |         |                     |                     |              | 1            | 0      | 1      | 0      |
| 1      | Нова Зеландія (NZL)               |               |               |               |             |             |         |         |                     |                     |              | 1            | 0      | 1      | 0      |
| 1      | Узбекистан (UZB)                  |               |               |               |             |             |         |         |                     |                     |              | 1            | 0      | 1      | 0      |
| 1      | Союзна Республіка Югославія (YUG) |               |               |               |             |             |         |         |                     |                     |              | 1            | 0      | 1      | 0      |

### Рейтинги одиночного розряду
| 28 грудня 1998 | 28 грудня 1998          | 28 грудня 1998 |
| #              | Тенісист                | Пункти         |
| -------------- | ----------------------- | -------------- |
| 1              | Піт Сампрас (USA)       | 3915           |
| 2              | Марсело Ріос (CHI)      | 3670           |
| 3              | Алекс Корретха (ESP)    | 3398           |
| 4              | Патрік Рафтер (AUS)     | 3315           |
| 5              | Карлос Моя (ESP)        | 3159           |
| 6              | Андре Агассі (USA)      | 2879           |
| 7              | Тім Генман (GBR)        | 2620           |
| 8              | Кароль Кучера (SVK)     | 2579           |
| 9              | Грег Руседскі (GBR)     | 2573           |
| 10             | Ріхард Крайчек (NED)    | 2548           |
| 11             | Євген Кафельников (RUS) | 2515           |
| 12             | Горан Іванишевич (CRO)  | 2137           |
| 13             | Петр Корда (CZE)        | 2114           |
| 14             | Альберт Коста (ESP)     | 1823           |
| 15             | Марк Філіппуссіс (AUS)  | 1792           |
| 16             | Тодд Мартін (USA)       | 1774           |
| 17             | Томас Юганссон (SWE)    | 1761           |
| 18             | Седрік Пйолін (FRA)     | 1710           |
| 19             | Ян Сімерінк (NED)       | 1669           |
| 20             | Фелікс Мантілья (ESP)   | 1643           |

| Рейтинг на кінець 1999 (27 грудня 1999) | Рейтинг на кінець 1999 (27 грудня 1999) | Рейтинг на кінець 1999 (27 грудня 1999) | Рейтинг на кінець 1999 (27 грудня 1999) | Рейтинг на кінець 1999 (27 грудня 1999) | Рейтинг на кінець 1999 (27 грудня 1999) | Рейтинг на кінець 1999 (27 грудня 1999) | Рейтинг на кінець 1999 (27 грудня 1999) |
| #                                       | Тенісист                                | Пункти                                  | #Трн                                    | #98                                     | Від                                     | До                                      | Зміна                                   |
| --------------------------------------- | --------------------------------------- | --------------------------------------- | --------------------------------------- | --------------------------------------- | --------------------------------------- | --------------------------------------- | --------------------------------------- |
| 1                                       | Андре Агассі (USA)                      | 5048                                    | 17                                      | 6                                       | 1                                       | 14                                      | ▲ 5                                     |
| 2                                       | Євген Кафельников (RUS)                 | 3465                                    | 30                                      | 11                                      | 1                                       | 11                                      | ▲ 9                                     |
| 3                                       | Піт Сампрас (USA)                       | 3024                                    | 13                                      | 1                                       | 1                                       | 5                                       | ▼ 2                                     |
| 4                                       | Томас Енквіст (SWE)                     | 2606                                    | 26                                      | 22                                      | 4                                       | 22                                      | ▲ 18                                    |
| 5                                       | Густаво Куертен (BRA)                   | 2601                                    | 24                                      | 23                                      | 3                                       | 23                                      | ▲ 18                                    |
| 6                                       | Ніколас Кіфер (GER)                     | 2447                                    | 23                                      | 35                                      | 5                                       | 39                                      | ▲ 29                                    |
| 7                                       | Тодд Мартін (USA)                       | 2408                                    | 17                                      | 16                                      | 4                                       | 16                                      | ▲ 9                                     |
| 8                                       | Ніколас Лапентті (ECU)                  | 2284                                    | 23                                      | 90                                      | 6                                       | 91                                      | ▲ 82                                    |
| 9                                       | Марсело Ріос (CHI)                      | 2245                                    | 19                                      | 2                                       | 2                                       | 13                                      | ▼ 7                                     |
| 10                                      | Ріхард Крайчек (NED)                    | 2095                                    | 21                                      | 10                                      | 4                                       | 13                                      | ▬ =                                     |
| 11                                      | Томмі Гаас (GER)                        | 1921                                    | 23                                      | 34                                      | 10                                      | 35                                      | ▲ 23                                    |
| 12                                      | Тім Генман (GBR)                        | 1920                                    | 25                                      | 7                                       | 5                                       | 12                                      | ▼ 5                                     |
| 13                                      | Седрік Пйолін (FRA)                     | 1814                                    | 29                                      | 18                                      | 13                                      | 59                                      | ▲ 5                                     |
| 14                                      | Грег Руседскі (GBR)                     | 1802                                    | 23                                      | 9                                       | 6                                       | 14                                      | ▼ 5                                     |
| 15                                      | Маґнус Норман (SWE)                     | 1748                                    | 27                                      | 52                                      | 15                                      | 64                                      | ▲ 37                                    |
| 16                                      | Патрік Рафтер (AUS)                     | 1731                                    | 17                                      | 4                                       | 1                                       | 17                                      | ▼ 12                                    |
| 17                                      | Кароль Кучера (SVK)                     | 1633                                    | 21                                      | 8                                       | 8                                       | 20                                      | ▼ 9                                     |
| 18                                      | Альберт Коста (ESP)                     | 1572                                    | 25                                      | 14                                      | 13                                      | 28                                      | ▼ 4                                     |
| 19                                      | Марк Філіппуссіс (AUS)                  | 1570                                    | 17                                      | 15                                      | 8                                       | 23                                      | ▼ 4                                     |
| 20                                      | Вінс Спейдія (USA)                      | 1542                                    | 26                                      | 42                                      | 19                                      | 46                                      | ▲ 22                                    |

## Зовнішні посилання
- Офіційний сайт ATP
- Офіційний сайт ITF